# Martin Schall (Politiker)
Friedrich Karl August Albert Martin Schall (* 27. Mai 1844 in Schlaupitz; † 21. Dezember 1921 in Eberswalde) war ein deutscher Theologe, Politiker und Mitglied des Deutschen Reichstags.

## Leben
Schall besuchte das Gymnasium zu Groß-Glogau von 1853 bis 1863 und die Universität Berlin bis 1866. Danach war er Hauslehrer in Dresden und Wiesbaden sowie Hilfsprediger in Berlin. Im Deutsch-Französischen Krieg 1870/71 war er Feldlazarettpfarrer der II. Armee und von 1871 bis 1873 Feldgarnisonpfarrer in Belfort. Anschließend war er bis 1877 Divisionspfarrer der 31. Division zu Mülhausen im Elsass. Zwischen 1877 und 1886 war er Garnisonspfarrer in Spandau und von 1886 bis 1910 Prediger in Kladow. Er verfasste politische Schriften: Die Arbeiterquartiere in Mühlhausen i. Els. und die damit verbundenen Einrichtungen zum Wohle der Arbeiterklasse und eine Chronik Urkundliche Nachrichten zur Geschichte der Garnison und Garnisongemeinde Spandau.
Von 1893 bis 1898 war er Mitglied des Deutschen Reichstags für den Wahlkreis Regierungsbezirk Potsdam 7 Potsdam, Osthavelland, Spandau und die Deutschkonservative Partei. Zwischen 1894 und 1903 war er auch Mitglied des Preußischen Abgeordnetenhauses. Er setzte sich vor allem für den Bau der Straße zwischen Spandau und Sacrow ein und versuchte, Kladow zu einem Ausflugsziel für die Berliner zu entwickeln.
In Kladow wurde 1962 der Schallweg nach ihm benannt.

## Werke
- Urkundliche Nachrichten zur Geschichte der Garnison und Garnisongemeinde in Spandau, aus gedruckten und ungedruckten Quellen gesammelt und mitgetheilt … Oesterwitz, Spandau-Berlin 1888; urn:nbn:de:kobv:109-1-15443151.